# Nana Smith
Nana Smith, född Nana Miyagi den 10 april 1971 i Seattle, Washington, är en amerikansk tennisspelare som spelade för Japan under sin karriär. Hon deltog i alla grand slam-turneringar, Australiska Öppna, Franska Öppna, Wimbledon och US Open, såväl i singel som i dubbel. Högsta ranking i singel var 51, uppnådd i februari 1995, och högsta ranking i dubbel var 12, uppnådd 1997. Vid Asiatiska mästerskapen 1998 i Bankkok vann hon guld i mixad dubbel tillsammans med Satoshi Iwabuchi och brons i dubbel för kvinnor, tillsammans med Rika Hiraki.